# بورتر هيو
بورتر هيو (بالإنجليزية: Porter Vaughan)‏ هو لاعب كرة قاعدة أمريكي، ولد في 11 مايو 1919 في Stevensville, Virginia ‏ في الولايات المتحدة، وتوفي في 30 يوليو 2008 في ريتشموند في الولايات المتحدة.

## وصلات خارجية
- بورتر هيو على موقعبيزبول رفرنس.كوم (الدوري الرئيسي) (الإنجليزية)